# Migliori prestazioni italiane nei 60 metri ostacoli
La lista delle migliori prestazioni italiane nei 60 metri ostacoli, aggiornata periodicamente dalla Federazione Italiana di Atletica Leggera, raccoglie i migliori risultati di tutti i tempi degli atleti italiani nella specialità indoor dei 60 metri ostacoli.

## Maschili

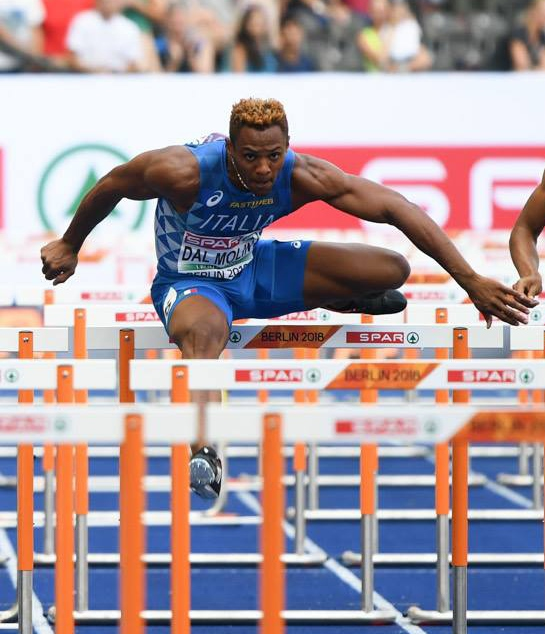
Paolo Dal Molin, ex detentore del primato italiano dei 60 hs

Statistiche aggiornate al 3 marzo 2024 .
|     | Tempo | Atleta            | Luogo      | Data             |
| --- | ----- | ----------------- | ---------- | ---------------- |
| 1.  | 7"43  | Lorenzo Simonelli | Glasgow    | 2 marzo 2024     |
| 2.  | 7"51  | Paolo Dal Molin   | Göteborg   | 1º marzo 2013    |
| 3.  | 7"57  | Emanuele Abate    | Magglingen | 4 febbraio 2012  |
| 4.  | 7"60  | Emiliano Pizzoli  | Atene      | 21 febbraio 1998 |
| 5.  | 7"62  | Laurent Ottoz     | Parigi     | 20 febbraio 1993 |
| 6.  | 7"65  | Hassane Fofana    | Belgrado   | 20 marzo 2022    |
| 7.  | 7"66  | Mauro Rossi       | Genova     | 23 febbraio 1997 |
| 7.  | 7"66  | Andrea Giaconi    | Budapest   | 6 marzo 2004     |
| 7.  | 7"66  | Lorenzo Perini    | Mondeville | 2 febbraio 2019  |
| 10. | 7"69  | Andrea Putignani  | Genova     | 8 febbraio 1998  |

## Femminili

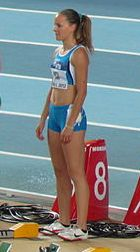
Veronica Borsi, detentrice del primato italiano dei 60 hs

Statistiche aggiornate al 9 febbraio 2025.
|     | Tempo | Atleta            | Luogo       | Data             |
| --- | ----- | ----------------- | ----------- | ---------------- |
| 1.  | 7"94  | Veronica Borsi    | Göteborg    | 1º marzo 2013    |
| 2.  | 7"97  | Carla Tuzzi       | Parigi      | 13 marzo 1994    |
| 2.  | 7"97  | Marzia Caravelli  | Sopot       | 7 marzo 2014     |
| 4.  | 7"99  | Luminosa Bogliolo | Toruń       | 7 marzo 2021     |
| 5.  | 8"00  | Giada Carmassi    | Lussemburgo | 19 gennaio 2025  |
| 6.  | 8"02  | Micol Cattaneo    | Valencia    | 8 marzo 2008     |
| 7.  | 8"04  | Giulia Pennella   | Ancona      | 22 febbraio 2014 |
| 7.  | 8"04  | Nicla Mosetti     | Ancona      | 18 febbraio 2023 |
| 7.  | 8"04  | Elisa Di Lazzaro  | Ancona      | 18 febbraio 2023 |
| 10. | 8"05  | Veronica Besana   | Belgrado    | 13 febbraio 2024 |
| 10. | 8"05  | Alice Muraro      | Padova      | 8 febbraio 2025  |